# Sam Newfield
Sam Newfield, nacido como Samuel Neufeld y conocido también como Sherman Scott o Peter Stewart (6 de diciembre de 1889 - 10 de noviembre de 1964) fue un director de cine estadounidense de películas de clase B con cerca de 250 películas acreditadas y un gran número de cortometrajes, películas industriales, episodios de televisión y «todo lo que le pagaran por hacer». Debido a su distribución masiva —a veces llegaba a dirigir más de veinte películas en un año— se lo ha llamado el director más prolífico de la era del sonido. La mayor parte de las obras de Newfield fueron para PRC Pictures, una compañía que operaba en asociación con su hermano, Sigmund Neufeld. Las películas que producían eran producciones de bajo presupuesto, en su mayoría relacionadas con el género western y ocasionalmente con el terror o un drama criminal.

## Pseudónimos
Sam Newfield figuró en muchos créditos como «Sherman Scott» y «Peter Stewart» en numerosas películas que realizó para PRC. Utilizaba estos alias para ocultar el hecho de que sólo una persona era responsable de tantas películas de dicha compañía.

## Filmografía
Aquí se provee una lista parcial de la filmografía de Newfield:
Como Sam Newfield
- Bulldog Courage (1935)
- The Fighting Deputy (1937)
- The Fighting Renegade (1939)
- Marked Men (1940)
- The Mad Monster (1942)
- Tiger Fangs (1943)
- I Accuse My Parents (1944)
- Swing Hostess (1944)
- Rustlers' Hideout (1945)
- Outlaws of the Plains (1946)
- Money Madness (1948)
- Lost Continent (1951)
- Scotland Yard Inspector (1952)
- The Gambler and the Lady (1952)
- Outlaw Women (1952)
- Thunder over Sangoland (1955)
- The Wild Dakotas (1956)
- The Three Outlaws (1956)
- Frontier Gambler (1956)
- Last of the Desperadoes (1956)
- Wolf Dog (1958)
- Flaming Frontier (1958)

Como Sherman Scott
- Hitler, Beast of Berlin (1939)
- I Take This Oath (1940)
- Billy the Kid's Gun Justice (1940)
- Billy the Kid's Fighting Pals (1941)
- Billy the Kid's Smoking Guns (1942)
- The Flying Serpent (1946)
- Lady at Midnight (1948)
- The Strange Mrs. Crane (1948)
- She Shoulda Said No! (1949)

Como Peter Stewart
- Adventure Island (1947)
- The Counterfeiters  (1948)
- Black Mountain Stage (1940)

## Estadísticas
Entre 1923 y 1930 Newfield rodó cerca de cincuenta comedias. En esta tabla se resumen las estadísticas por año, comenzando en 1933:
| Año   | Número de películas |
| ----- | ------------------- |
| 1933  | 3                   |
| 1934  | 4                   |
| 1935  | 7                   |
| 1936  | 14                  |
| 1937  | 17                  |
| 1938  | 15                  |
| 1939  | 13                  |
| 1940  | 14                  |
| 1941  | 13                  |
| 1942  | 19                  |
| 1943  | 18                  |
| 1944  | 12                  |
| 1945  | 12                  |
| 1946  | 15                  |
| 1947  | 3                   |
| 1948  | 5                   |
| 1949  | 2                   |
| 1950  | 4                   |
| 1951  | 8                   |
| 1952  | 3                   |
| 1953  | -                   |
| 1954  | 1                   |
| 1955  | 1                   |
| 1956  | 3                   |
| 1957  | 1                   |
| 1958  | 1                   |
| Total | 208                 |